# Dia da educação e cultura búlgara e da escrita eslavônica

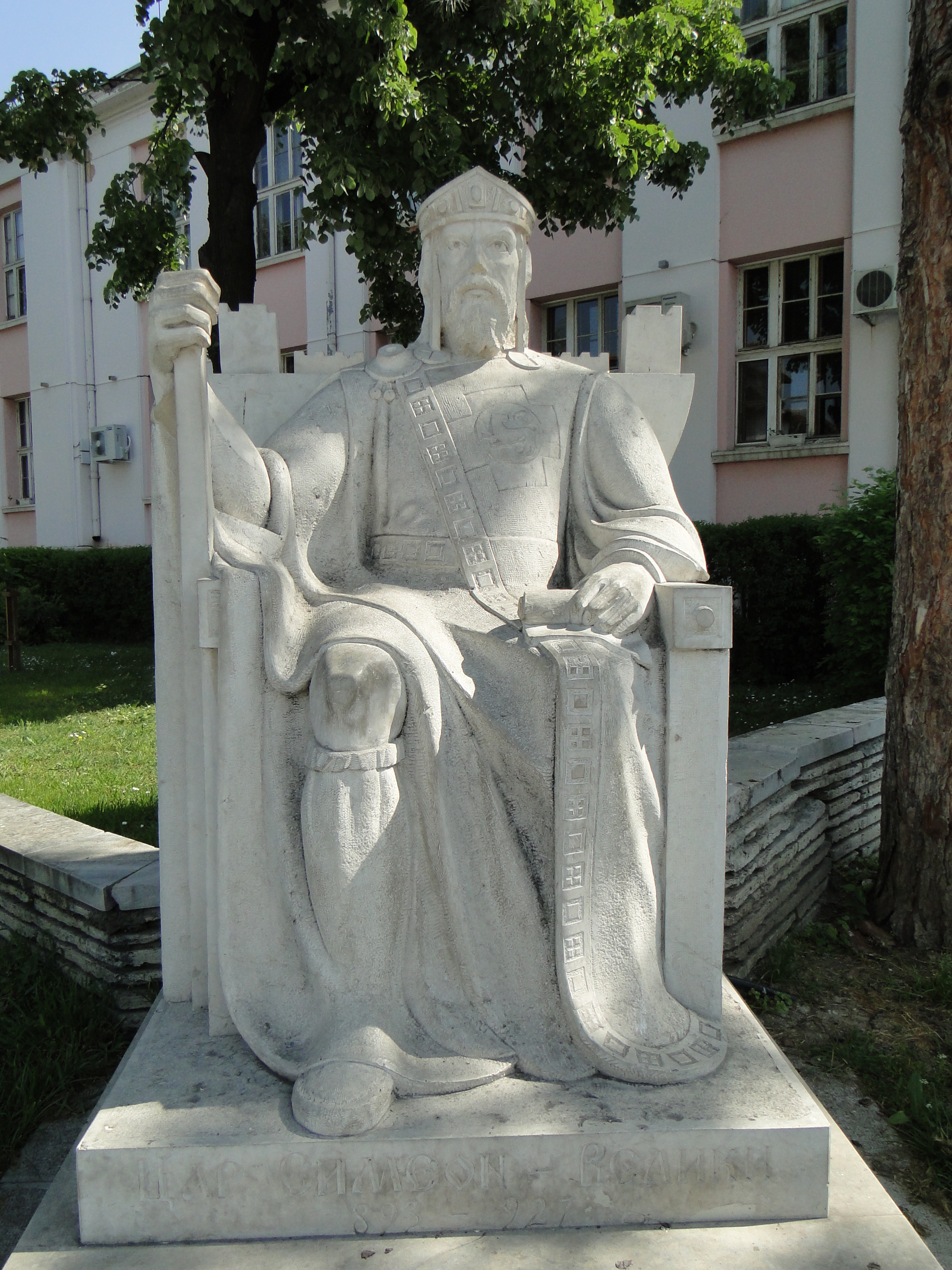
Simeão I, o Grande.

O dia da educação e cultura búlgara e da escrita eslavônica é um feriado oficial da Bulgária. É comemorado em 24 de maio.
Este dia marca o trabalho de Cirilo e Metódio e Sete Santos em geral. A realização moderna e as consequências deste trabalho medieval são a ciência, a cultura, a arte e, em geral, a civilização da Bulgária e da Europa Oriental e, especialmente, da Rússia. Nesse sentido, o que aconteceu tem uma dimensão universal. 
Este dia é comemorado desde o século XIX na Bulgária. Ícones são carregados, hinos são cantados e palavras solenes são pronunciadas em memória de sete apóstolos eslavos. O Papa em Roma tradicionalmente recebe uma delegação oficial da Bulgária todo dia 24 de maio com seu Ministro da Cultura e, às vezes, Presidente ou Primeiro Ministro da Bulgária.